# Robert B. Salter
Robert Bruce Salter (* 15. Dezember 1924 in Stratford, Ontario; † 10. Mai 2010 in Toronto) war ein kanadischer Orthopäde und Chirurg.

## Leben
Salter schloss 1947 sein Studium der Medizin an der University of Toronto ab und arbeitete anschließend zwei Jahre lang in einer Grenfell-Mission in der Provinz Neufundland und Labrador. Zurück in Toronto arbeitete er als Assistenzarzt u. a. bei William Thornton Mustard am Hospital for Sick Children (SickKids) und später bei Reginald Watson-Jones am Royal London Hospital, dessen Lehren der Behandlung verletzter Gelenke Salter später widerlegte.
Salter kam 1955 zurück an das SickKids wo er 1957 Chefarzt der operativen Orthopädie (orthopedic surgery) wurde. 1976 wurde er Professor für Orthopädie an der University of Toronto. Auch nach seiner Emeritierung war Salter wissenschaftlich tätig – bis wenige Monate vor seinem Tod.
Salter war verheiratet und hatte fünf Kinder.

## Wirken
Salter konnte wesentliche Beiträge zum Verständnis von Chondropathien, aseptischen Knochennekrosen, Skoliosen und Gelenkdysplasien beitragen, insbesondere der Hüftdysplasie. Er entwickelte konservative Therapien für jüngere Kinder und neue Operationstechniken, mit denen weltweit ältere Kinder mit Hüftdysplasie operiert wurden (Salter-Osteotomie 1957). Mit beiden Strategien konnte die Rate an schweren Arthrosen in höherem Lebensalter gesenkt werden. Salter gilt als Pionier der orthopädischen Chirurgie für Kinder. Auch modernere Operationsverfahren der Acetabuloplastik bauen letztlich auf Salters Technik auf. Das von Salter eingeführte Prinzip der frühen passiven Bewegungstherapie nach Gelenksoperation (continuous passive motion) hat ebenfalls weltweit Einzug gefunden und stellte einen Paradigmenwechsel durch translationale Forschung dar. Zuvor war die Notwendigkeit einer Immobilisation eines verletzten oder operierten Gelenkes ein Dogma.

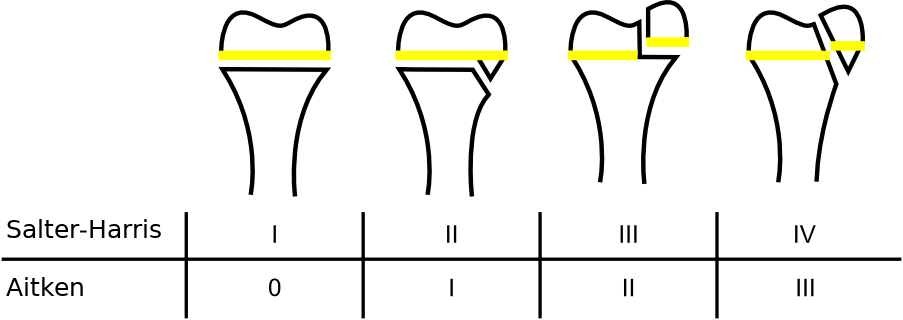
Nach Salter und Harris benannte Klassifikation der Epiphysiolyse

Gemeinsam mit W. Robert Harris entwickelte Salter eine Klassifikation der Verletzungen der Wachstumsfuge, die eine Aussage über das Risiko eines Wachstumsstillstands erlaubt.
Salters Lehrbuch Disorders and Injuries of the Musculoskeletal System erschien in drei Auflagen und wurde in sechs Sprachen übersetzt. Sowohl die University of Toronto als auch das Hospital for Sick Children vergeben interne Auszeichnungen, die nach Salter benannt sind. Seine Schüler gründeten die Salter Society als Plattform für den fachlichen Austausch über medizinische Fortschritte im Geiste Robert Salters.

## Auszeichnungen (Auswahl)
- 1969 Gairdner Foundation International Award[2]
- 1977 Officer des Order of Canada[3]
- 1979 Mitglied der Royal Society of Canada
- 1988 Order of Ontario[4]
- 1995 Aufnahme in die Canadian Medical Hall of Fame[5]
- 1997 Companion des Order of Canada[3]
- Präsident der Canadian Orthopaedic Association, Präsident des Royal College of Physicians and Surgeons of Canada, Präsident der International Federation of Surgical Colleges, Ehrendoktor der Universität Uppsala, weitere Ehrendoktorate